# Черепін Валентин Тихонович
Валентин Тихонович Черепін (9 липня 1930, Черкаси - 20 листопада 2020, Київ) — український фізик, фахівець у галузі фізичного металознавства та фізики поверхонь, доктор фізико-математичних наук, професор, член-кореспондент НАН України, член Нью-Йоркської академії наук, голова Українського вакуумного товариства.

## Біографія
Народився 9 липня 1930 року у місті Черкасах. У 1953 році закінчив Київський політехнічний інститут, де і залишився працювати. Член КПРС з 1960 року. З 1964 року працював в Інституті металофізики АН УРСР (у 1973–1985 роках — заступник директора по науковій роботі). З 1992 року — директор Київського відділення Московського фізико-технічного інституту, а згодом Фізико-технічного навчально-наукового центру НАН України (ФТННЦ). З 2017 — радник при дирекції ФТННЦ, а з 2018 — радник при дирекції Київського академічного університету.

## Наукова діяльність
Праці стосуються, зокрема, фазових перетворень у металах і сплавах, фізичних методів дослідження металів, фізики поверхні матеріалів. Здійснювані ним фундаментальні дослідження процесів взаємодії прискорених іонних пучків з поверхнею моно- та полікристалічних металів, сплавів, аморфних металевих систем і надпровідних металооксидних сполук сприяли створенню практичних основ іонної діагностики фізико-хімічного стану поверхні матеріалів і модифікації їх корозійних властивостей іонними пучками, до розробки високочутливих методів елементного та фазового пошарового аналізу тонких шарів з високою роздільною здатністю за глибиною. Значне місце в його науковій діяльності займає створення нових приладів для аналізу матеріалів.

## Відзнаки
Лауреат Державної премії УРСР в галузі науки і техніки, премії НТО Машпрому СРСР імені Д. К. Чернова та премії НТО Приладопрому СРСР імені С. І. Вавилова. Нагороджений орденом «Знак Пошани».